# Sant Josep d'Alginet
L'ermita de Sant Josep és un temple neogòtic dedicat al patró d'Alginet i que es troba als afores, junt a la casa-quarter de la Guàrdia Civil, a l'eixida del poble direcció Carlet. És un edifici protegit amb el codi 46.20.031-006 per la Generalitat Valenciana.

## Història i Conservació
Este temple d'estil neogòtic dedicat al patró de la població s'alça sobre un altre més antic. Conta la tradició que la imatge de Sant Josep va ser portada de la casa de la veïna Espioca (caseriu de Picassent) en 1584, any en què es construiria l'ermita original, que va ser reedificada en 1897 donant-li el seu aspecte actual. Tot el conjunt d'ermita, jardins i elements annexos apareix molt ben conservat i crida molt l'atenció.

## Descripció
Es tracta d'un temple d'aparença massissa i robusta, amb teulada a doble vessant i alts contraforts. La porta és alliçonada, planxada i amb dos portelles; a ella s'accedix per tres escalons i queda inscrita en un arc ogival de grossa arquivolta de pedra, rematada en creu, amb fanals a un costat i a l'altre. 5 trams amb contraforts il·luminats per òculs de rajola vist. Fatxada de rajola esquerdejat amb elements ornamentals eclèctics. Escalinata, sòcol i portada neogòtica de pedra sobre la qual s'obri un gran òcul. La fatxada és de perfil poligonal rematat amb espadanya. Dos pilastres franquegen la fatxada. En la part dreta de la fatxada hi ha un panell ceràmic amb la imatge de Sant Josep portant al Xiquet, el nom de l'ermita i l'any de 1997, data de la seua última restauració. El recinte consta d'una sola nau, en estil gòtic, coberta per volta de creueria. En el seu fris té la inscripció següent:»Ningú en el món es veu de Déu tan afavorit com tu, que has merescut ser de Jesús pare amat i espòs privilegiat de la mare que ha triat. Beneit sigues, Josep, i eternament ho sigues que al Déu Xiquet recrees amb el teu amor tendre i la teua fe.» El daurat retaule de l'altar major és notable per la seua decoració, i alberga la valuosa talla de Sant.

## Tradicions
- Festes falleres:
  - 16 de març: a la setmana de falles,el 16 de març es trasllada la imatge de Sant Josep des de l'ermita fins a l'església i després se celebra una missa.
  - 19 de març: a l'últim dia de falles, o siga el dia de Sant Josep es trasllada el sant de l'església fins a l'ermita i després se celebra una missa en l'Ermita mateixa.
- Festes patronals en honor de Sant Josep: al mes d'agost es produeix el trasllat de Sant Josep des de l'església parroquial de Sant Antoni Abat fins a l'ermita i l'últim dia de les festes es torna a l'església. Abans s'instal·lava una fira (venda de fruits secs) a la placeta de l'ermita i es bevia aigua del pou de Sant Josep, desaparegut a mitjans del segle xx.[4]

## Galeria d'imatges

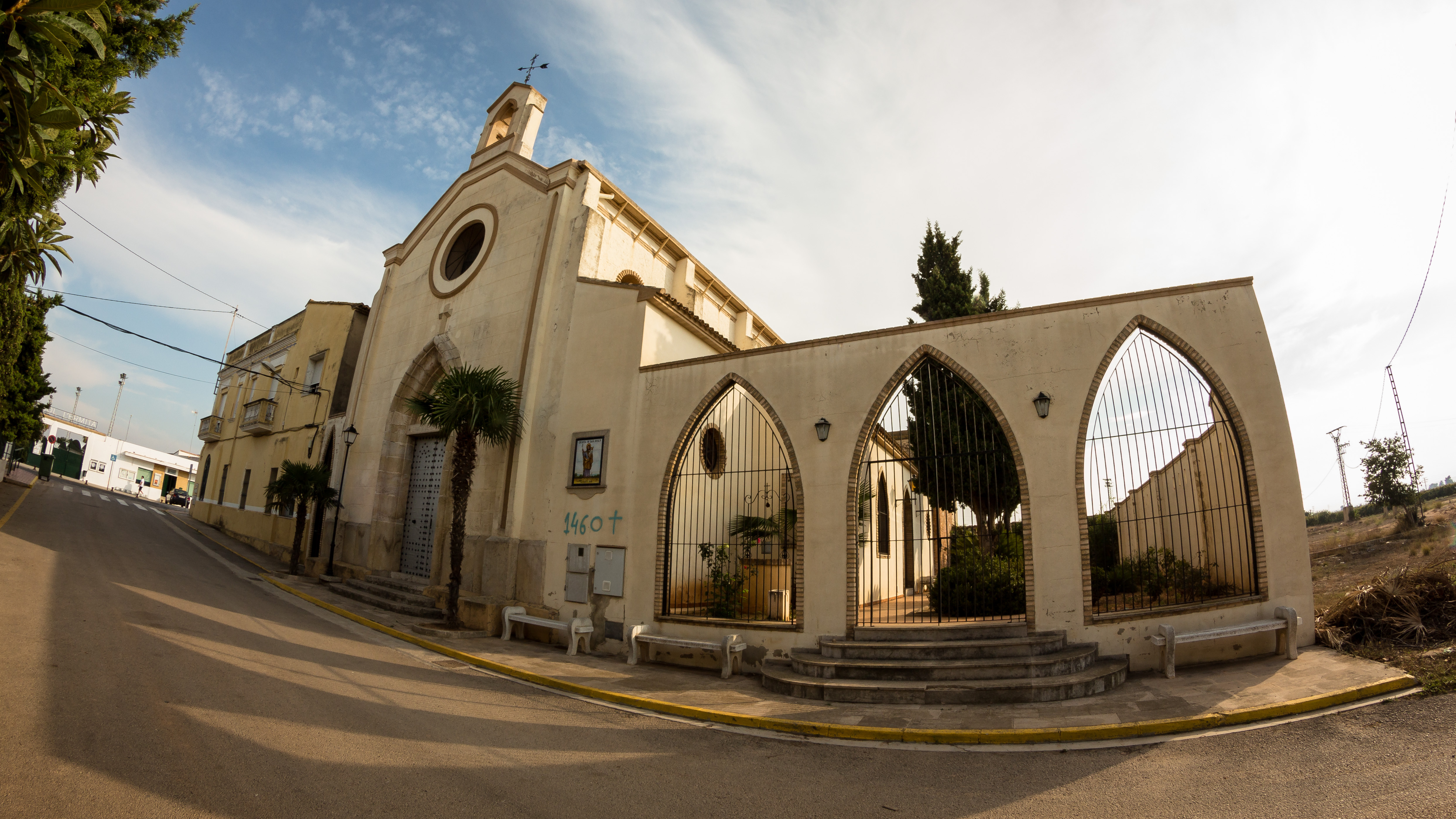
Imatge 360° de l'Ermita de Sant Josep
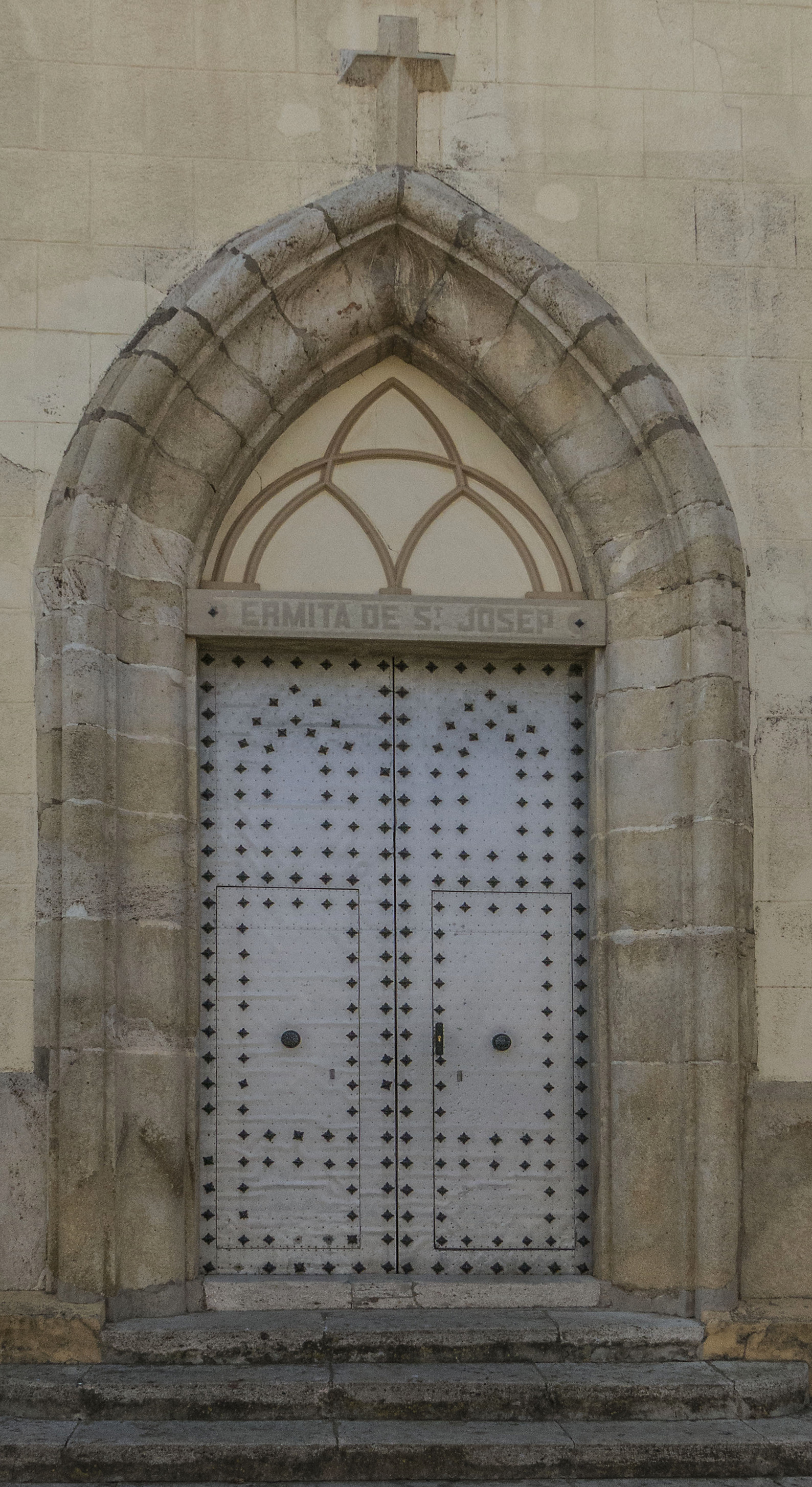
Porta de L'Ermita
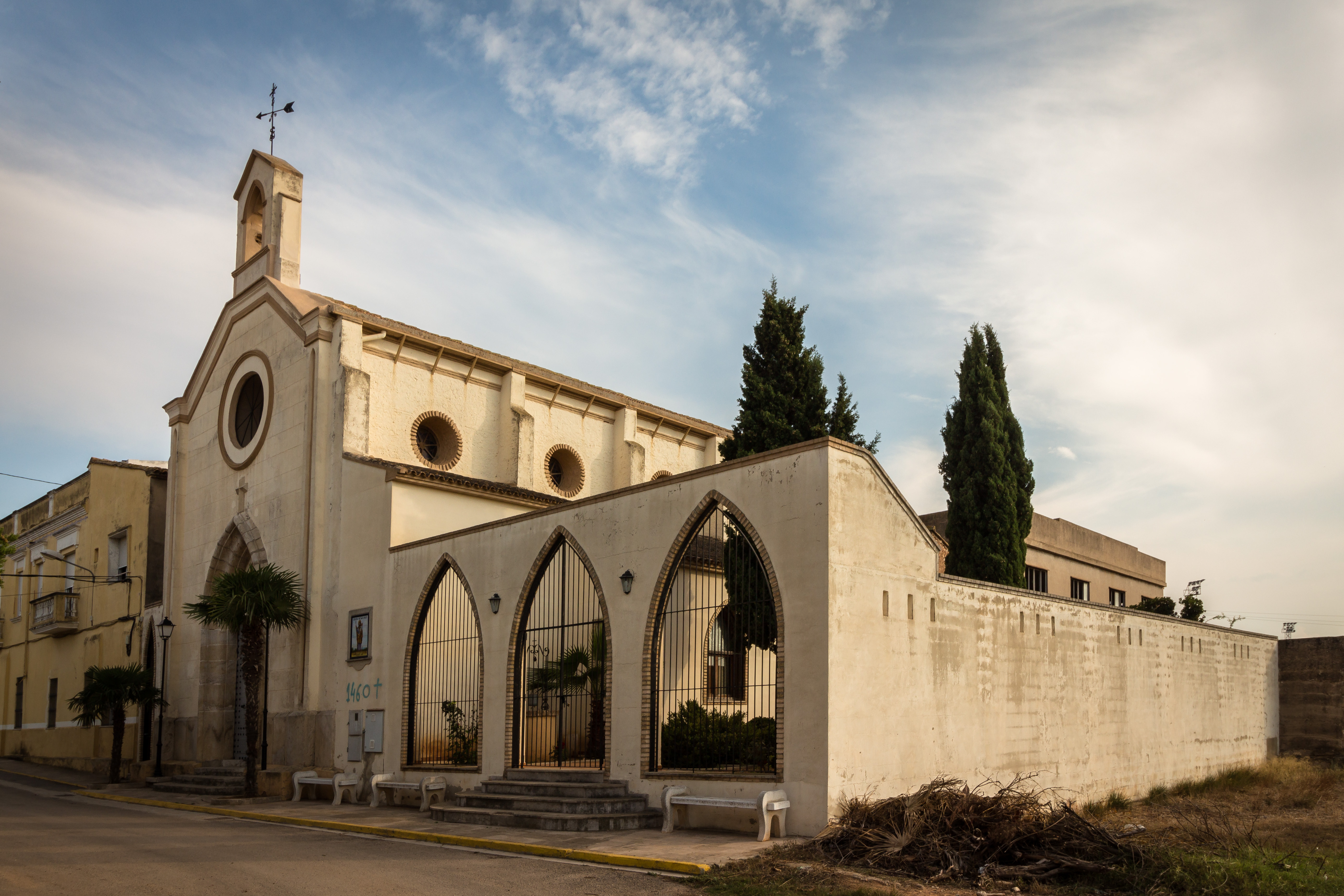
Ermita de Sant Josep

## Protecció
El temple té la condició de Bé de Rellevància Local segons la Disposició Addicional Quinta de la Llei 5/2007, de 9 de febrer, de la Generalitat, de modificació de la Llei 4/1998, d'11 de juny, del Patrimoni Cultural Valencià (DOCV Núm. 5.449 / 13.02.2007). En conseqüència les intervencions en les campanes han de ser comunicades a la Direcció General de Cultura adjuntant el projecte prèviament a l'inici dels treballs.